# Hoeve Van Reepinghens Huizeke

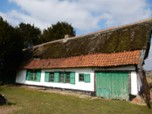
Van Reepinghen Huizeke voor reconstructie in 2016

Hoeve Van Reepinghens Huizeke of het Van Reepinghenhuizeke is een van de laatste authentieke lemen huisjes uit het Pajottenland en is gelegen in Kester, een deelgemeente van Pajottegem. Het wordt  gebouwd in 1777 en dankt zijn naam aan de laatste bewoner, Emiel Van Reepinghen, die het huis op hoge leeftijd verlaat in 1965.

## Geschiedenis
Een jaar later, in 1966, wordt het goed eigendom van Reine Richardson, een dame van Ierse afkomst. Deze woont in Brussel en wil een buitenverblijf aanschaffen. Zij ziet in het Van Reepinghenhuizeke een landhuis met een ziel, dat tevens veel gelijkenis vertoont met de gebouwen uit haar Ierse geboortestreek. Ze wil de eigenheid van de woning bewaren – de vloeren waren onder andere onverhard en er was ook geen leidingwater of elektriciteit – en wil het in geen geval uitbouwen naar de normen van de jaren 1960. In die periode stond voornamelijk de functionaliteit van een woning voorrang op de vormgeving ervan.
De volgende 37 jaar worden alleen de hoogst noodzakelijke werken uitgevoerd om het huisje in stand te houden.
In de woning worden intussen landbouwwerktuigen en huishoudspullen uit de 18e, 19e en 20e eeuw verzameld. Begin jaren 1980 vraagt de school van Kester om de woning te bezoeken om aan de leerlingen het contrast aan te tonen tussen oude en moderne landbouw. Dat is meteen de start van een lange rij toeristische bezoeken en op dat moment wordt dit unieke monument als het ware een ‘heemkundig museum’.

## Beschermd monument
Op 13 januari 2003 wordt het dan ook beschermd als monument omwille van de historische waarde. Vooral de architectuurhistorische en documentaire waarde spelen hierbij een zeer belangrijke rol, zoals onder andere de gaafheid, de authenticiteit, de zeldzaamheid en de contextwaarde.
Inmiddels bevindt het huis zich op dat moment in zeer slechte staat: de muren verzakken, het hout is aangevreten door insecten en houtrot, de dakspanten gaan vervaarlijk overhellen en alle bouwmaterialen zijn totaal afgeleefd. Een grondige restauratie dringt zich hierdoor op. De verzameling oude werktuigen wordt veilig gesteld en overgebracht naar het landbouwmuseum ‘De Vedderboom’ in Mazenzele. 

### Restauratie en reconstructie

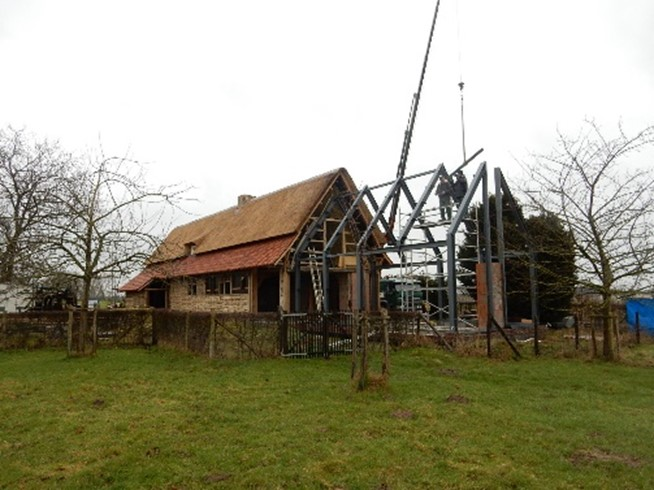
Het Van Reepinghen Huizeke 2018 - reconstructie

In 2007 wordt het gebouw opnieuw verkocht. De nieuwe eigenaar heeft een passie voor erfgoed en wil de woning restaureren ‘volgens de regels van de kunst’. Verwijzend naar het beschermingsbesluit worden vooral het hoevetype (langgevelhoeve), het bouwmateriaal (lemen vakwerkconstructie) en de intact bewaarde binnen indeling (borrebank, gemetste schoorsteen en dergelijke) onder de aandacht gebracht. In overleg met, en onder toezicht van het Agentschap Onroerend Erfgoed wordt een afwegingskader uitgewerkt, waarin wordt vastgelegd op welke manier moet omgegaan worden met het vakwerk. 
Van het bijna 250 jaar oude lemen huisje blijft niet veel meer over dan een houten geraamte. Zelfs dat moet verdwijnen vooraleer de heropbouw kan starten. Onder andere de spanten verkeren in erbarmelijke staat en kunnen hun taak om het dak te dragen niet meer vervullen. Slechts één spant heeft de dakverschuiving overleefd. Deze zal ‘als getuige van het oorspronkelijke dakgebinte’ hergebruikt worden.
Omwille van de slechte staat van het monument en het ontbreken van een voldoende stabiele fundering wordt gekozen voor een gehele demontage en reconstructie naar bestaand model. Het gebouw wordt in zijn geheel deskundig gedemonteerd door de gespecialiseerde firma Memibo. Elk stuk hout wordt genummerd om nadien heropgebouwd te worden volgens de technieken die eeuwen geleden gebruikt werden. Elk nog bruikbaar onderdeel wordt vakkundig gereinigd en gerecupereerd. Alle onbruikbare stukken worden gerestaureerd. Hiervoor wordt opnieuw beroep gedaan op Memibo, in samenwerking met architect Willy Bens, die verschillende gelijkaardige vakwerkhuizen hielp mee restaureren in Bokrijk. Het dak wordt vakkundig gereconstrueerd door het aannemersbedrijf ‘Restauratie Met Kwaliteit’ uit Lennik.
Het ‘huizeke’ is inmiddels volledig afgewerkt en opnieuw bewoond sinds 2021.